# Малиновка (Кетовський район)
Мали́новка (рос. Малиновка) — селище у складі Кетовського району Курганської області, Росія. Входить до складу Введенської сільської ради.
Населення — 58 осіб (2010, 59 у 2002).